# Маровский, Людвиг Адольфович
Людвиг-Карл Адольфович Маровский (24 декабря 1831—2 (14) апреля 1892) — российский доктор медицины, профессор медицинского факультета Харьковского университета и Киевского университета Св. Владимира.

## Биография
Сын саксонского подданного евангелического вероисповедания; родился 24 декабря 1831 года[по какому календарю?]. Принял российское подданство.
Окончил Киевскую 2-ю гимназию (1850) и медицинский факультет Киевского университета Св. Владимира (1855). Вместе со своим профессором Х. Я. Гюббенетом участвовал в обороне Севастополя с декабря 1854 до половины марта 1855 года; получил Медаль «За защиту Севастополя».
После возвращения сдал экзамен на степень лекаря с отличием и в течение двух лет работал ассистентом при терапевтической факультетской клинике. С 1857 года был врачом кадетского корпуса (сначала — младшим, с 1863 года — старшим); в 1858 году защитил диссертацию на степень доктора медицины.
В 1864 году был определён приват-доцентом по диагностике и ларингоскопии в университете Св. Владимира.
В 1865 году был избран по конкурсу профессором терапевтической факультетской клиники медицинского факультета Харьковского университета, в январе 1866 года утверждён в должности. Директором клиники состоял только два года: уволен по доносу В. Ламбля. Однако, ещё раз сдав экзамены в киевском университете, он с 1869 года получил назначение Псковским губернским врачебным инспектором; в Пскове он был президентом общества псковских врачей, входил в первый состав Совета Псковского вольного пожарного общества. С 1871 года был врачебным инспектором в Бессарабской губернии, где к медали на георгиевской ленте за Севастополь добавилась тёмно-бронзовая медаль «В память русско-турецкой войны 1877—1878».
С 1877 года — действительный статский советник. Был награждён орденами Св. Анны 3-й степени и 2-й степени с императорской кроной, Св. Владимира 3-й степени и Св. Станислава 1-й степени (15.05.1883).
В 1880 году был назначен врачебным инспектором Одессы, был гласным Одесской городской думы, членом общества Одесских врачей. Наряду с И. И. Мечниковым и Н. Ф. Гамалеей был инициатором создания в 1886 году в Одессе первой бактериологической станции для борьбы с инфекционными заболеваниями.
С 1887 года — профессор пропедевтики Киевского университета Св. Владимира.
Было напечатано значительное число его работ.
Умер в Одессе 2 (14) апреля 1892 года.